# Шеннон (річка)
Ша́ннон, Ше́ннон (ірл.: Abha na Sionainne/an tSionainn/an tSionna) є найдовшою річкою в Ірландії — 386 км (240 миль). Вона ділить Ірландію на заході (в основному в провінції Коннахт) зі сходу і півдня (Лейнстер, і більша частина Манстера). Річка ніби великий бар'єр між сходом і заходом країни, і має близько двадцяти контрольно-пропускних пунктів між містом Лімерік на півдні і між селом Давра на півночі країни.
Річка названа на честь Sionna (Шо́нни), кельтської богині.
Шаннон був важливим водним шляхом з часів античності, вперше був нанесений на карту з греко-єгипетським географом Птолемеєм. Річка тече на південь від Пот Шаннон в графстві Каван і впадає в Атлантичний океан, в довге і широке гирло Шаннон. Лімерік місто стоїть на місці, де річкова вода впадає в море лиману Шаннону. Морські припливи не впливають на рівень води в річці на схід від Лімеріку.

## Географія
Шаннон має невелику водойму на схилах гори Кілкаф в графстві Каван, звідки вона і витікає. Обстеження визначили 12,8 км² загального водозбору із всього покриття схилів Квілкаг. Ця область включає Гарвах Лох, в Кавані, 2,2 км на північному-сході, дренується Полневеном. Найвища точка водозбору навесні в Тілтівані на західному краю хребта Кілкаф.
З Пот Шаннон, в річку впадає ряд приток, що поповнюють її разом з Лох-Аллен.
Річка проходить через 11 округів Ірландії, відносячи води річок Інні, Кокі і Бросна, не доходячи до гирла Шаннон в Лімеріку. Таким чином загальна її довжина 386 км (240 миль), а отже вона є найдовшою річкою в Ірландії і однією з найширших на Британських островах.
Є деякі притоки в системі річки Шаннон, які можуть мати витоки. Зокрема Овінмор річка в графстві Каван, яка тече на захід через долину Гленгавлін, приєднуючись до Шаннона нижче Лугнасхіна на 3 км.
Шаннон протікає через озера — Лох-Аллен, Лох-Рі і Лох-Дерг.

## Історія

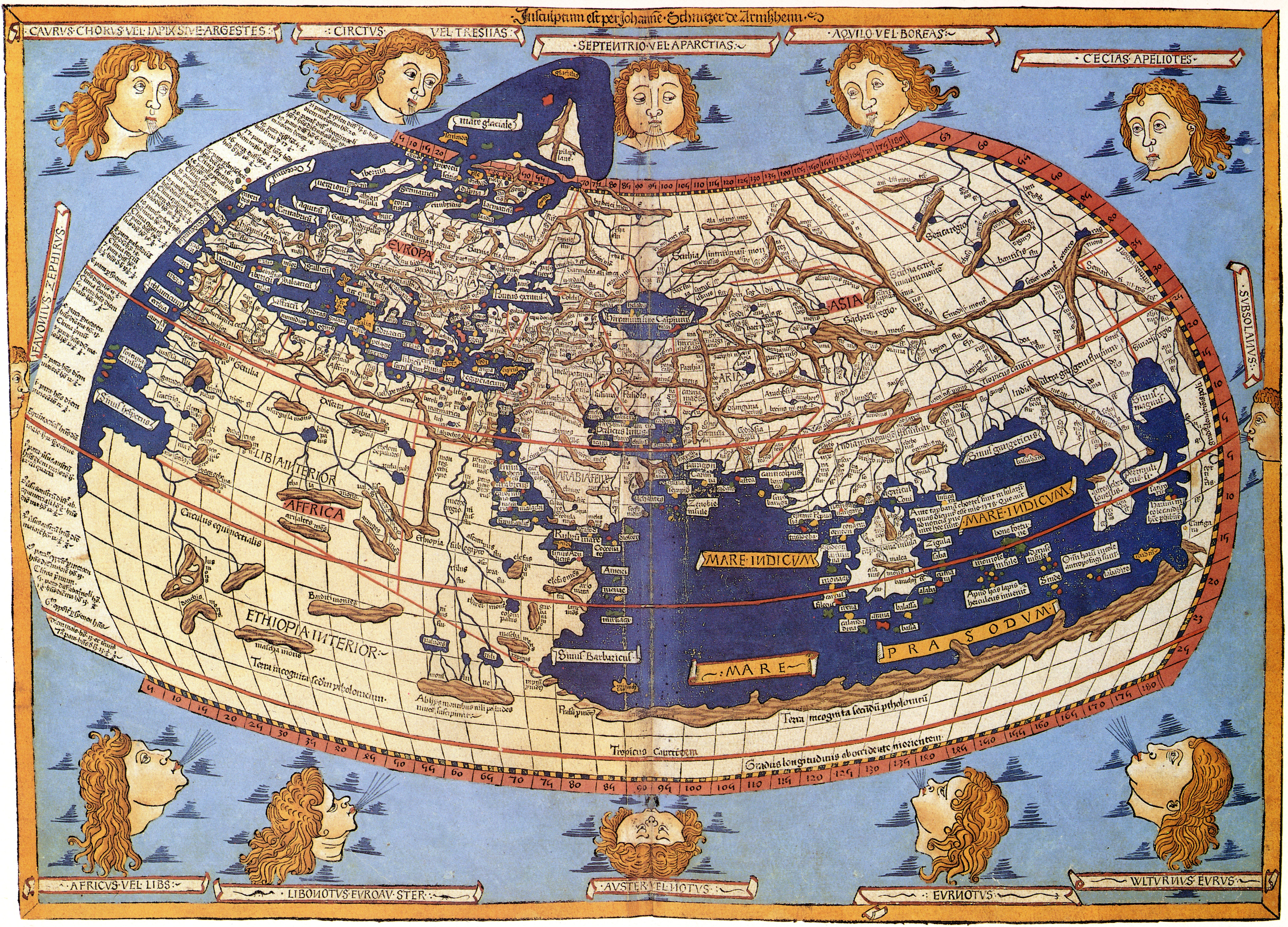
Карта Птолемея з Британськими островами

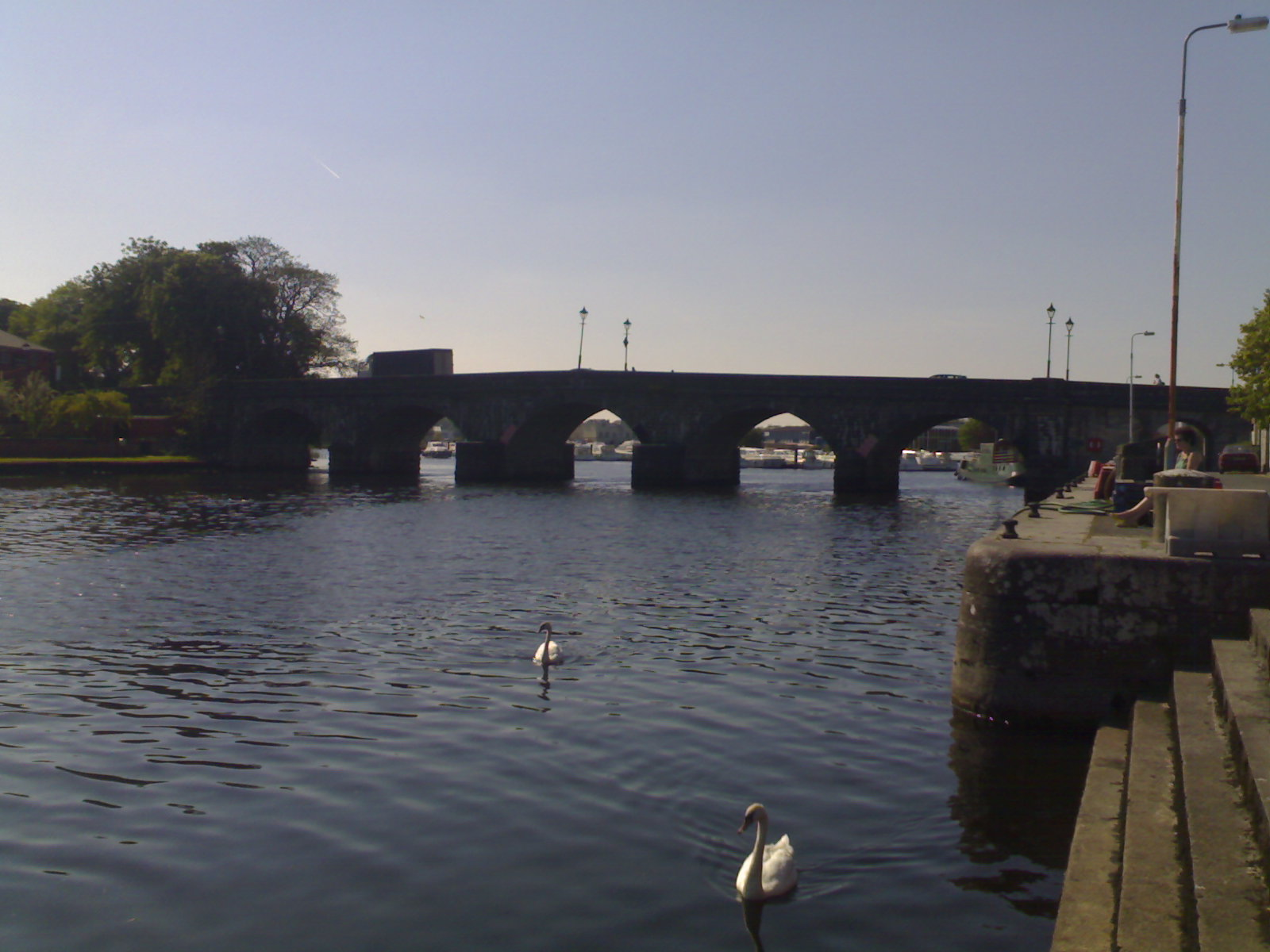
Каррік-на-Шанноні

Річка потекла своїм звичним руслом після закінчення останнього Льодовикового періоду. Вікінги оселилися в регіоні в Х столітті і використовували річку для нападу на багаті монастирі, що знаходились на суходолі. В 937 році місто вікінгів Лімерік зіткнулися воював з Дубліном тоді вікінги зазнали поразки.
У XVII столітті, Шаннон мав важливе стратегічне значення у військовій кампанії в Ірландії, так як вона формує бар'єр між сходом і заходом країни. В ірландських війнах Конфедерації в 1641—1653 роках, ірландці відступили за Шанноном в 1650 році і протрималася ще два роки проти англійських військ. При розподілі землі поселень, після відвоювання Ірландії, Олівер Кромвель сказав ірландським землевласникам, які залишились, що вони поїдуть або «в пекло або в Коннахт», посилаючись на їх вибір або вимушеної міграції на захід через річку Шаннон, або смерть, тим самим звільняючи східні володіння для англійських поселенців.
В 1916 році лідерами Пасхального повстання планувалось мати свої сили на Заході «провести лінію через Шаннон». Тим не менш, у цьому випадку, повстанці не були ані достатньо добре озброєні, ані добре споряджені, ця спроба виявилась невдалою.
Шаннон тісно пов'язана із соціальною, культурною, військовою, економічною та політичною історії Ірландії.

## Канали
Є також багато каналів, що з'єднуються з річкою Шеннон. Королівський канал та Гранд-канал поєднуються з Шеннон і тягнуться до Дубліну, до Ірландського моря. Це стосується і річки Ерне та озера Лох-Ерн, що сполучаються з Шаннон одним водним транспортом. Баллінасло пов'язане з Шеннон річкою Сак, місто Бойл з'єднане через Бойл-канал, річки Бойл і озера Лох-Кі. Існує також Араднакрусха-канал. Поруч Лімеріку є короткий канал, що з'єднується при Плессі з Річковим абатством, дозволяючи човнам, обходити Курраховер, але є серйозною перешкодою для судноплавства. Лекарроу — село в графстві Роскоммон, під'єднане до озера Лох-Рі через Леккароу-канал. Джеймстаун-канал утворює зв'язок між річкою Шеннон і півднем Джеймстауну.

## ГЕС
На річці розташовано ГЕС Ardnacrusha.